# 黄梅院 (京都市)
黄梅院（おうばいいん）は、京都市北区紫野大徳寺町にある臨済宗大徳寺派の寺院。大本山大徳寺の塔頭。本尊は釈迦如来。通常公開されている。また、春と秋には特別公開される。

## 歴史
永禄5年（1562年）に織田信長が父・信秀の追善供養のため、春林宗俶（大徳寺98世）を迎えて創建したのに始まる。当初は黄梅庵と名付けられた。名前は弘忍大満禅師ゆかりの地である現在の中国湖北省黄梅県破頭山の東禅寺に由来する。
天正10年（1582年）の本能寺の変により信長が自害すると、その葬儀が羽柴秀吉により大徳寺で盛大に行われた。秀吉は信長の塔所として黄梅庵を改築したが、主君の塔所としては小さすぎるという理由から大徳寺山内に新たに塔頭・総見院を創建した。その後、当院は春林の法嗣の玉仲宗琇（大徳寺112世）が入寺すると、小早川隆景の帰依を受けて堂宇の整備が行われた。天正16年（1588年）には隆景の援助で本堂が建立されている。翌天正17年（1589年）に黄梅院と改められた。
当院は近世を通じて小早川氏の宗家である毛利氏の保護下にあり、毛利氏の京都での菩提寺となった。
院内には毛利氏、織田氏の墓所のほか、小早川隆景、蒲生氏郷などの墓塔がある（非公開）。

## 境内

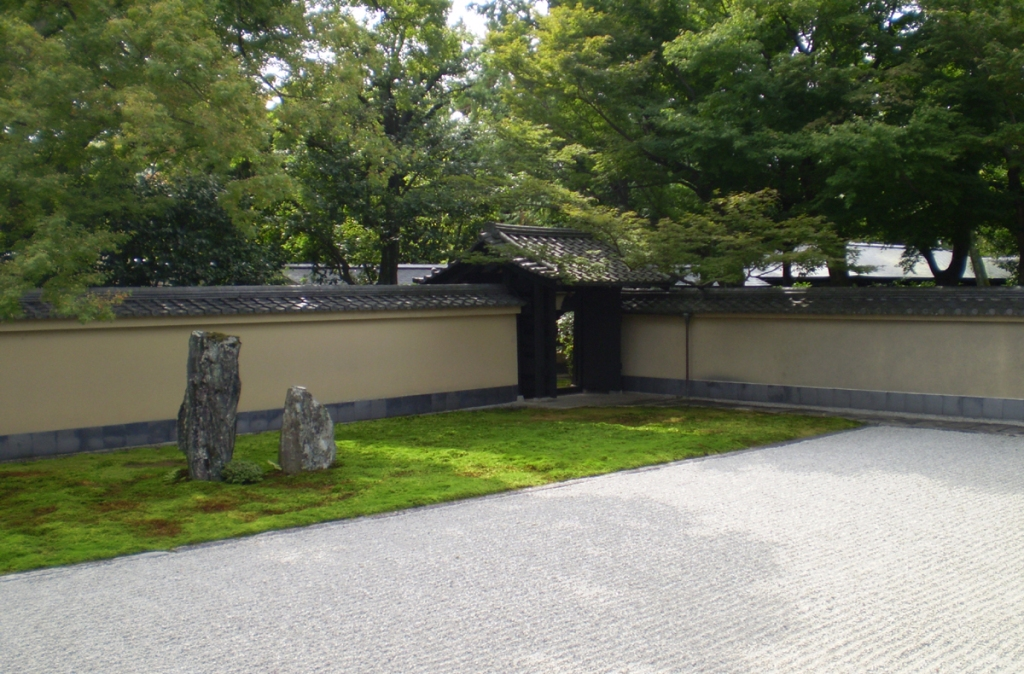
破頭庭

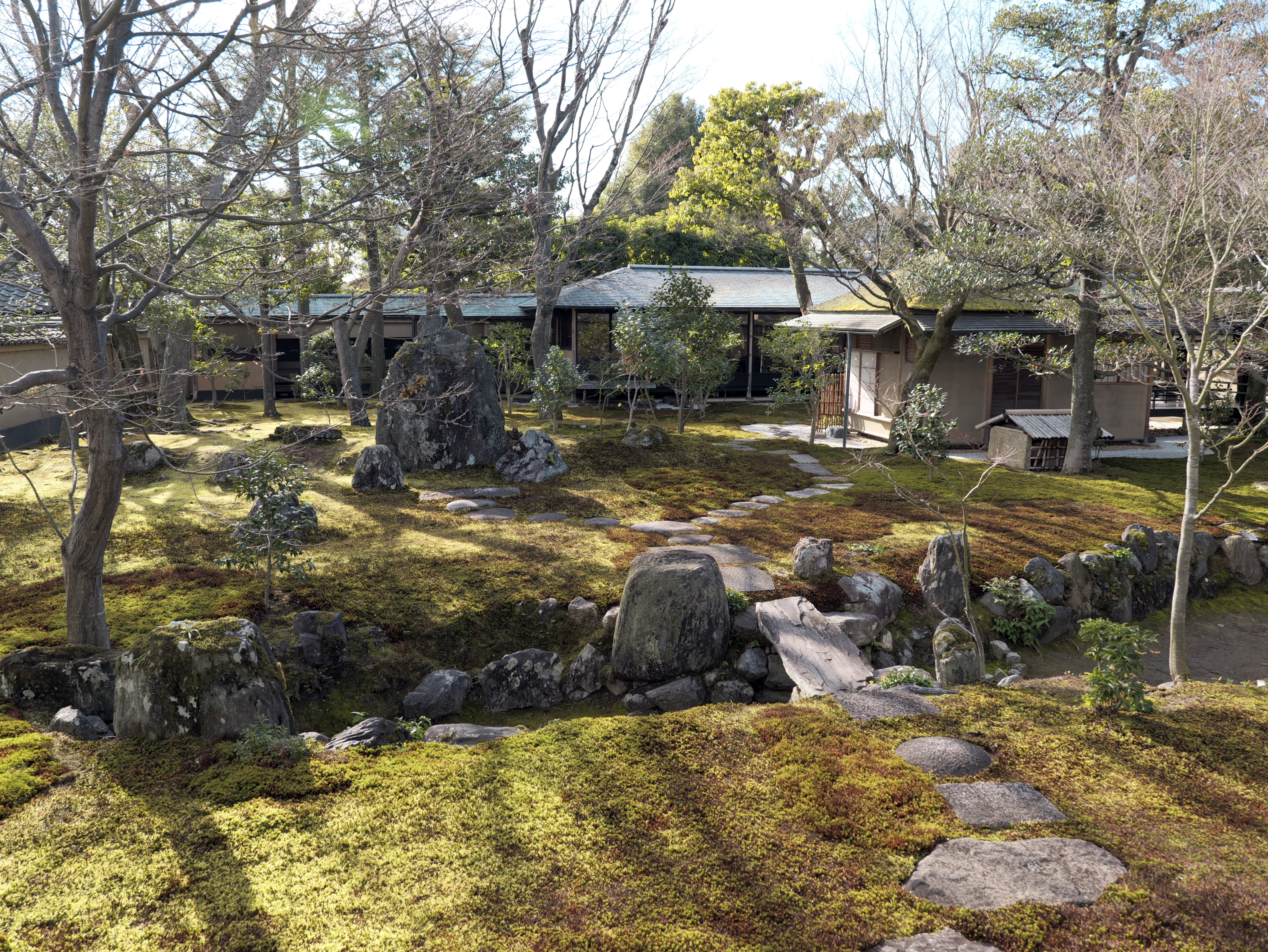
直中庭

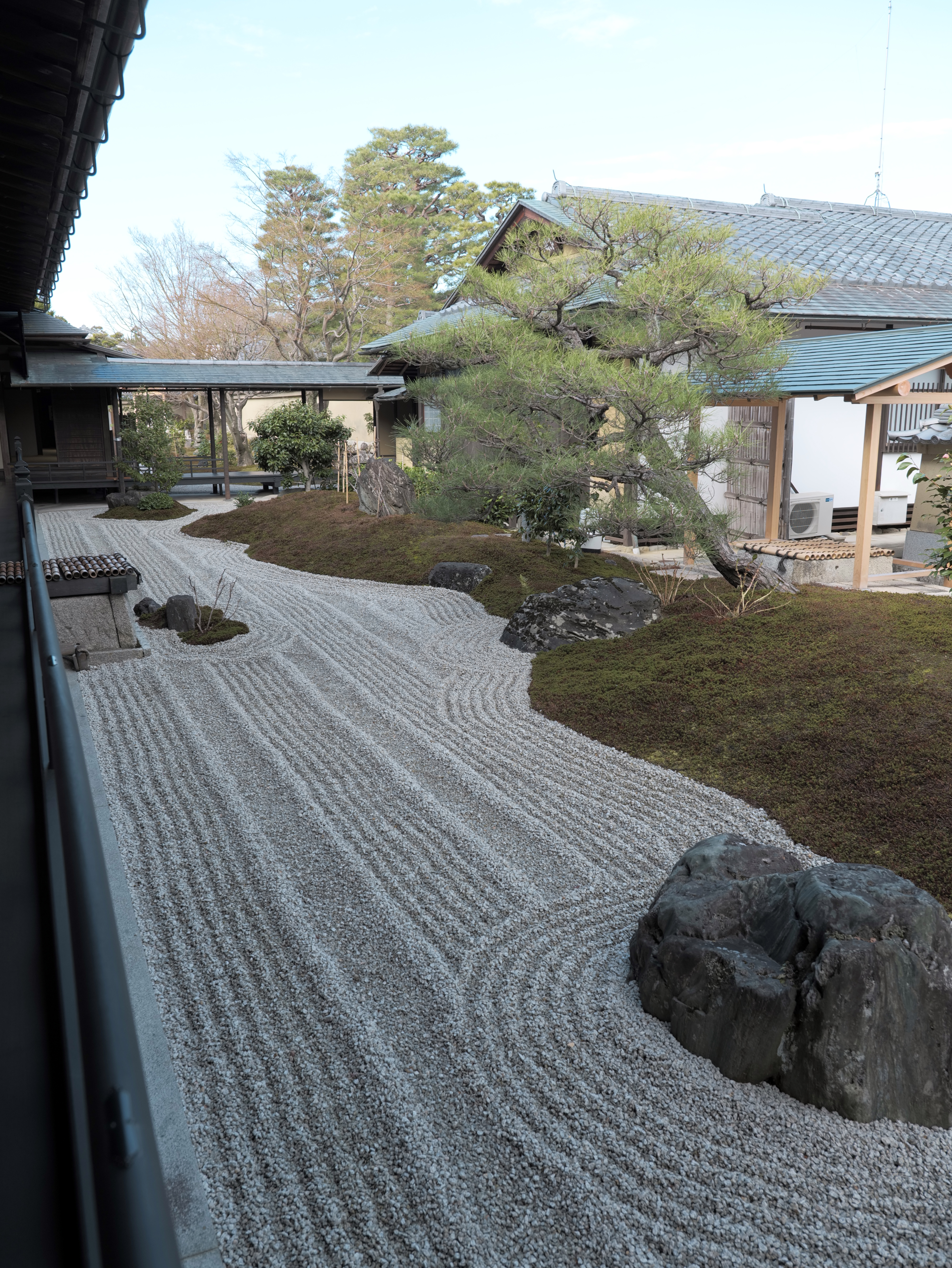
作仏庭

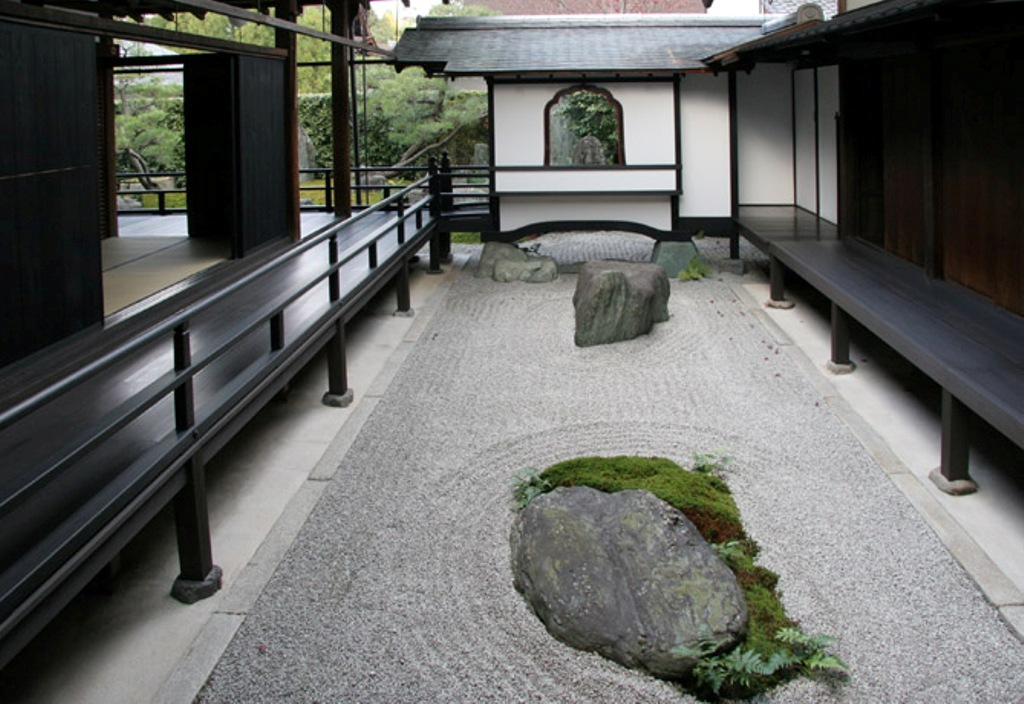
閑坐庭

- 本堂（客殿、重要文化財） - 天正16年（1588年）に小早川隆景の援助により建立された本瓦葺・入母屋造の建物で、禅宗特有の方丈建築である。内部の襖絵（重要文化財）は雪舟の画風を継承した毛利家御用絵師である雲谷等顔の作で、室中の「竹林七賢図」や檀那の間の「西湖図」など44面が残る[2]。1977年（昭和52年）に約400年ぶりに解体修理が行われた。
- 庭園「破頭庭（はとうてい）」 - 本堂の前庭にあたる簡素な枯山水庭園で、天正年間（1573年 - 1592年）に作られたといわれる。
- 唐門（玄関、重要文化財） - 天正14年（1586年）建立。
- 書院「自休軒（じきゅうけん）」 - 承応元年（1652年）頃の建立[3]。扁額「自休」は大徳寺を開いた宗峰妙超（大燈国師）の筆で、それを軒名としたものである。
- 茶室「昨夢軒（さくむけん）」 - 千利休の師・武野紹鴎好みと伝わる4畳半の茶室。書院「自休軒」に組み込まれているが元は独立した建物で境内東南側にあり、書院建立時に移築されたという。千利休より時代的に古い紹鴎の「好み」とするには様式的に不審な点もあり、江戸時代後期に復興されたものとの見方もある[3]。
- 庭園「直中庭（じきちゅうてい）」 - 書院南庭。千利休62歳の時に作られたと伝える苔一面の池泉回遊式庭園。豊臣秀吉の希望による瓢箪を象った池を手前に配し、加藤清正が朝鮮出兵の際に持ち帰った朝鮮灯籠が据えられている[4]。
- 茶室「一枝庵」 - 1999年（平成11年）の築。裏千家15代家元・千宗室好みの茶室。
- 庭園「作仏庭（さぶつてい）」 - 本堂の北裏側にある枯山水庭園で、生々流転（しょうじょうるてん）を表しているという。
- 茶室「東禅軒」
- 庭園「閑坐庭」 - 本堂と庫裏の間にある坪庭。
- 庫裏（重要文化財） - 天正17年（1589年）に小早川隆景により建立。切妻造妻入・杮葺の建物で、禅宗寺院の庫裏としては日本最古級のものである[5]。
- 茶室「向春庵」 - 1998年（平成10年）の築。
- 茶室「鳳來庵」 - 裏千家15代家元・千宗室好みの茶室。
- 茶室「関庵」
- 茶室「玄徳軒」
- 織田信秀の墓
- 小早川隆景の墓
- 蒲生氏郷の墓
- 鐘楼 - 天正年間（1573年 - 1592年）に小早川隆景により建立。梵鐘は天正19年（1592年）に加藤清正により寄進されたもので、朝鮮出兵の際に清正が持ち帰ったものと伝わる。
- 庭園
- 表門 - 天正17年（1589年）に小早川隆景により建立。2005年（平成17年）に修理された。

## 文化財

### 重要文化財
- 本堂 附：玄関
- 庫裏
- 紙本墨画竹林七賢図 伝雲谷等顔筆 16面
- 紙本墨画芦雁図 伝雲谷等顔筆 14面
- 紙本墨画山水図 伝雲谷等顔筆 14面

## アクセス
- JR京都駅より京都市バス・大徳寺前（約30分）下車、徒歩